# Wedemark
Wedemark è un comune di 29.582 abitanti (2019) della Bassa Sassonia, in Germania.
Appartiene alla regione di Hannover (targa H).

## Geografia antropica

### Suddivisioni amministrative
Il territorio comunale comprende le frazioni di Abbensen, Bennemühlen, Berkhof (con Plumhof e Sprockhof), Bissendorf, Brelingen (con Ohlenbostel e Schadehop), Duden-Rodenbostel, Elze, Gailhof, Hellendorf, Meitze, Mellendorf, Negenborn, Oegenbostel (con Bestenbostel e Ibsingen), Resse, Scherenbostel (con Schlage-Ickhorst e Wiechendorf) e Wennebostel.